# José Carlos Sabóia
José Carlos de Sabóia Magalhães Neto (Sobral, 25 de outubro de 1945) é um político brasileiro, filiado ao Partido dos Trabalhadores (PT).

## Biografia
Filho de José Pompeu Silva Magalhães e de Margarida Pompeu.
Em 1966, ingressou-se em sociologia, na UFRJ, pela qual se formou em 1970.
Três anos depois, transferiu-se para o interior de São Paulo, e na Unicamp. 
Ingressou-se na política em 1986, ao elege-se, pelo PMDB, deputado federal. Em 1989, filiou-se ao PSB.
Em 1988, foi um dos deputados constituintes, junto com Joaquim Haickel, Wagner Lago e Ulysses Guimarães.
Em 1990, candidatou-se, pela coligação "Frente Popular do Maranhão", que reúne PT, PDT, PCdoB, PCB, e foi reeleito, pelo PSB. No segundo turno, apoiou Edison Lobão, contra João Castelo.
Em 1992, votou pelo impeachment de Fernando Collor. Foi indicado como secretário municipal de governo, pela prefeita eleita, Conceição Andrade.
Em 1993, seu lugar foi efetivado por Neiva Moreira, após sua nomeação como secretário municipal. Em 1994, candidatou-se, pela coligação "União pelo Maranhão" (PPR, PSB, PSDB), e foi reeleito. Em 1996, teve seus votos recontados, em quem assumiu seu lugar, foi Haroldo Saboia. 
Em 2002, candidatou-se, pelo PSB, à deputado federal, ficando como suplente. Não se candidatou a nenhum cargo (2004, 2006 e 2008).
Em 2014, apoiou a candidatura de Flávio Dino e de Dilma Rousseff. No segundo turno, manteve apoio à Dilma Rousseff.